# Macchi Parasol
Macchi Parasol byl italský dvoumístný průzkumný hornoplošník vyvinutý společností Società Anonima Nieuport-Macchi. Mezi jeho hlavní úkoly patřilo pozorování a řízení dělostřelecké palby. Celkem bylo postaveno 42 strojů tohoto typu. Typ byl omezeně nasazen v prvních měsících po vstupu Itálie do první světové války, rychle však zastaral a dosloužil při výcviku.

## Vývoj

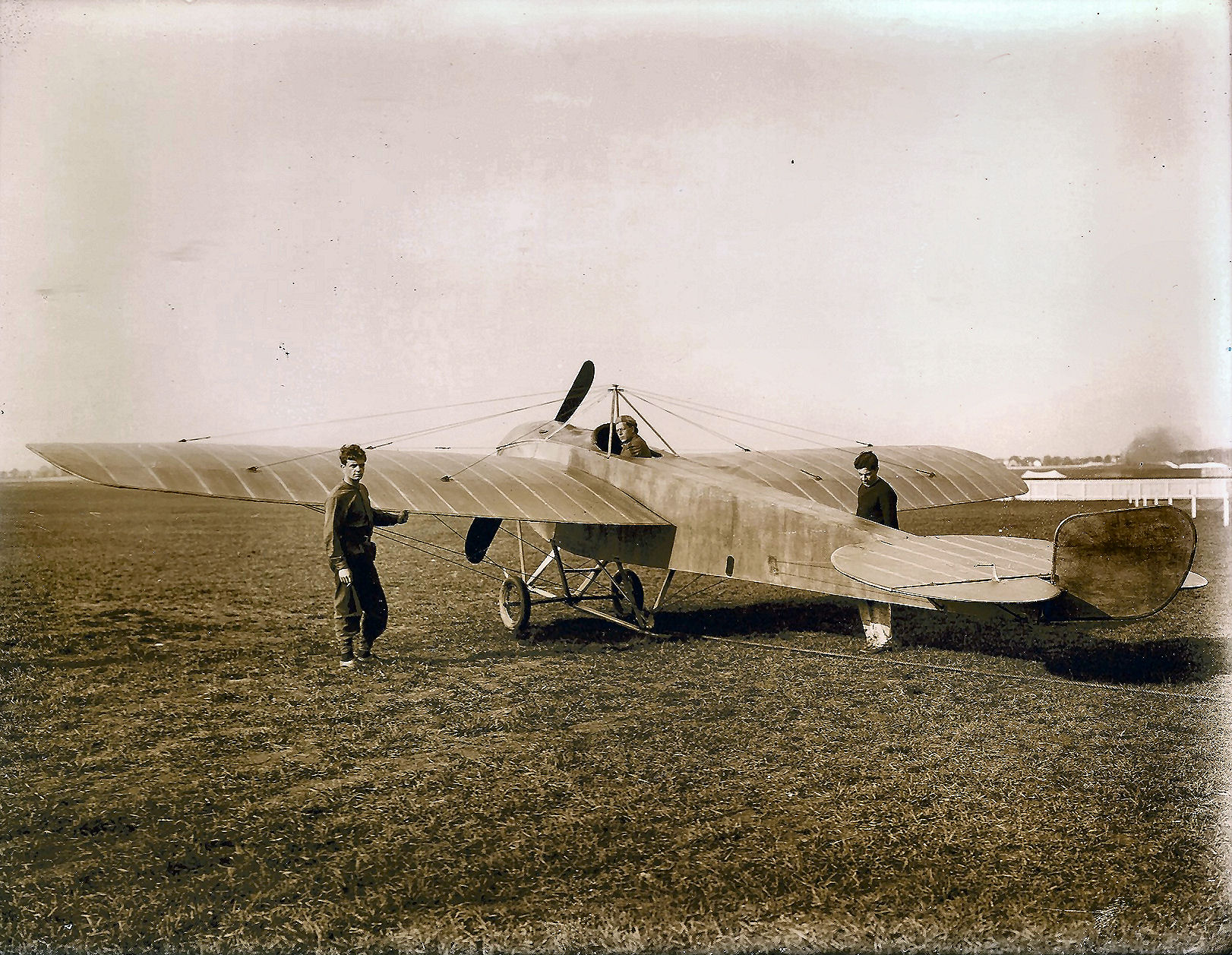
Macchi Parasol vzniknul na základě školního letounu Nieuport IV (na snímku)

Roku 1912 založená společnost Società Anonima Nieuport-Macchi svou existenci zahájila licenční výrobou školních letounů Nieuport IV, nesoucích označení Nieuport-Macchi Monoplano. Roku 1913 byl zahájen vývoj nového pozorovacího letounu, vycházejícího právě z typu Monoplano. Hlavní změnou byla změna koncepce letounu na hornoplošník, čímž měl pozorovatel získat dobrý výhled. První prototyp využíval trup Nieuportu IV, přičemž v prodlouženém pilotním prostoru přibylo místo pozorovatele, zvětšilo se rozpětí křídla a nosná plocha letounu. Zkoušky prokázaly dobré vlastnosti letounu. Pouze řízení bylo namáhavější a dvoumístná kabina velmi stísněná. Do roku 1914 byla vyvinuta vylepšená sériová podoba letounu s vylepšenou kapotáží motoru, účinnějším chlazením, upravenými vodorovnými ocasními plochami, zvětšenou svislou ocasní plochou a upraveným podvozkem. Sériová výroba probíhala od roku 1914.

## Popis
Jednalo se o dvoumístný jednomotorový vzpěrový hornoplošník. Křídlo bylo neseno na vzpěrách nad trupem. Funkci křidélek nahrazovalo kroucení vnějších částí křídla. Dvoučlennou posádku tvořili pilot a pozorovatel. Rotační sedmiválec Gnome Monosoupape o výkonu 80 k (59 kW) poháněl dvoulistou dřevěnou vrtuli. Letoun měl pevný příďový podvozek. Až během války byl vybaven radiostanicí Rouzet.

## Služba
V prosinci 1914 na letounu Parasol dosáhl pilot Clemente Maggiora italského národního rekordu dosažením výšky 2700 metrů.
Letouny Macchi Parasol byly bojově nasazeny v první světové válce. Od vstupu země do války v květnu 1915 byly nasazeny jako pozorovací na frontě proti Rakousko-Uhersku. Mimo jiné se účastnily první bitvy na Soči. Pro nasazení v náročném horském prostředí však letoun neměl dostatečné výkony (výkon motoru, stoupavost aj.). Ještě na podzim 1915 byl v první linii nahrazen výkonnějšími typy a dosloužil (s dvojím řízením) při výcviku.

## Uživatelé
Itálie
- Italské letecké síly (Corpo Aeronautico Militare)

## Specifikace

### Technické údaje
- Posádka: 2 (pilot, pozorovatel)
- Rozpětí: 13 m
- Délka: 7,2 m
- Výška: 3,1 m
- Nosná plocha: 24 m²
- Hmotnost prázdného letounu: 400 kg
- Vzletová hmotnost: 660 kg
- Pohonná jednotka: 1× rotační motor Gnome Monosoupape
- Výkon pohonné jednotky: 80 k (59 kW)

### Výkony
- Pádová rychlost: 70 km/h
- Maximální rychlost: 125 km/h (u země)
- Dolet: 400 km
- Dostup: 2500 m